# Христос Аргиракос
Христос Аргиракос, известен като капитан Кицос Мурикис или Морикис (на гръцки: Χρήστος Αργυράκος, Καπετάν Κίτσος Μουρίκης, Μορίκης), е гръцки революционер, деец на Гръцката въоръжена пропаганда в Македония от началото на XX век.

## Биография
Роден е във Влашка Блаца, тогава в Османската империя. Заедно с братята си се присъединява към гръцката пропаганда още от началото ѝ в 1904 година. След смъртта на Павлос Мелас в края на 1904 година гръцката въоръжена пропаганда организира ново настъпление в Западна Македония през пролетта на следната 1905 година. На 21 април сборна гръцка чета от 185 души се събира в планината Мурик под командата на капитаните Петрос Манос, Павлос Гипарис и Георгиос Катехакис. Аргиракос, взел името на родната си планина Мурик, е четник в четата на Манос. На следния ден 22 април става голямо сражение с два батальона редовна войска и потери. В сражението гърците дават трима убити, а турците – над 25. След битката гръцката чета се разпръсква по околните села, а част от четниците се връщат в Гърция.
По-късно Аригиракос действа в Кайлярско. Сътрудничи с капитаните Георгиос Диконимос и Йоанис Каравитис, а през зимата на 1906 - 1907 години се бие под командата на капинат Григорис Фалиреас. През май 1907 година четата му напада Старичани, Жужелци, Осничани и Марчища и изгаря български къщи.
На 8 май 1907 година взима участие в нападението на Палеор.
В началото на юни 1907 година Аргиракос с четници през Клисура пристига в Лехово. Там те се свързват се Фалиреас, Йоргос Лепидатос и Евстатиос Тиафис, за общо нападение над центъра на българщината Загоричани. На 11 юни четата на Аргиракос от 26 души на път за Загоричани се спират на почивка на Вич. На следния ден спират на височината Шубраци, на която на 12 са обкръжени от три батальона или 700 души редовна войска. В сражението всички андарти падат убити.
В родното му село му е издигнат паметник.